# W Hydrae
W Hydrae é uma é uma estrela do tipo Variável Mira na constelação de Hydra. Localiza-se a uma distância de 75 a 120 parsecs, provavelmente a 375 anos-luz do Sol. Tem uma magnitude visual aparente de 5,6 a 10. É a sétima estrela mais brilhante do céu noturno e é ainda mais brilhante do que Sirius.